# Nelson Montes
Nelson Montes – piłkarz urugwajski, pomocnik.
Jako piłkarz klubu Montevideo Wanderers był w kadrze reprezentacji Urugwaju podczas turnieju Copa América 1917, gdzie Urugwaj drugi raz z rzędu zdobył tytuł mistrza Ameryki Południowej. Montes nie zagrał w żadnym meczu.
Montes tylko raz zagrał w reprezentacji Urugwaju – 16 października 1917 w wygranym 3:1 meczu z Brazylią.